# Ustrem
Ustrem (bułg. Устрем) – wieś w południowej Bułgarii, w obwodzie Chaskowo, w gminie Topołowgrad.
W cenrum wsi wznosi się pomnnik ku czci poległych w wojnach. Nieopodal wsi mieści się żeński monaster pw. Trójcy Świętej.